# Team Silent
Team Silent — команда разработчиков, работавшая в Konami Computer Entertainment Tokyo, является ответственной за первые четыре игры франшизы Silent Hill от Konami, выпущенные с 1999 по 2004. Более поздние игры были разработаны не японскими компаниями, такими как Climax Studios, Double Helix Games и Vatra Games. По словам композитора Акиры Ямаоки, Team Silent состояла из сотрудников, которые потерпели неудачу в других проектах и изначально намеревались покинуть компанию до того, как первая игра Silent Hill оказалась успешной. По словам исполнителя Silent Hill: Homecoming, Team Silent в конечном счете была распущена самой Konami, потому что Konami хотела, чтобы игры создавали западные разработчики. KCET была объединена с материнской компанией в апреле 2005 года.
В 2017 году, когда Акира Ямаока спросили, воссоединится ли когда-нибудь Team Silent, Ямаока сказал, что он не против этой идеи, но также сказал, что «трудно сказать, потому что все эволюционировали, и, возможно, менталитет тоже изменился. Кроме того, технологии и игровая индустрия в целом также изменились. Даже если бы мы снова были вместе, я даже не уверен, что мы смогли бы сделать что-то великое, так что на данный момент очень трудно сказать».

## Основные сотрудники
- Кэйитиро Тояма: создатель, режиссёр и дизайнер окружения Silent Hill. Покинул команду в 1999, чтобы присоединиться к SCE Japan Studio[8].
- Масаси Цубояма: дизайнер окружения Sillent Hill. Режиссёр и дизайнер города в Silent Hill 2. Арт-директор и дизайнер монстров Silent Hill 4.
- Кадзухидэ Накадзава: отвечал за анимацию персонажей в Silent Hill 2. Режиссёр Silent Hill 3[9].
- Сугуру Муракоси: режиссёр и постановщик Silent Hill 2. Режиссёр и сценарист Silent Hill 4.
- Хироюки Оваку: сценарист Silent Hill 2 и Silent Hill 3. Также писал текст некоторых песен к Silent Hill 4[10].
- Масахиро Ито: дизайнер монстров Silent Hill, Silent Hill 2 и Silent Hill 3. Дизайнер окружения Silent Hill и Silent Hill 3. Арт-директор Silent Hill 2 и Silent Hill 3[11].
- Акира Ямаока: композитор всей серии (кроме Silent Hill: Downpour). Также выступал продюсером Silent Hill 3, Silent Hill 4 и Silent Hill Homecoming. Сочинил музыку для фильмов Сайлент Хилл и Сайлент Хилл 2[12].
- Годзо Китао: Исполнительный продюсер Silent Hill, Silent Hill 2, Silent Hill 3.
- Акихиро Имамура: программист Sillent Hill. Продюсер Silent Hill 2 и Silent Hill 4[13].
- Такаёси Сато: дизайнер персонажей и CGI-постановщик Sillent Hill и Silent Hill 2[14].

## Список игр
| Год  | Наименование            | Платформы                    |
| ---- | ----------------------- | ---------------------------- |
| 1999 | Silent Hill             | PlayStation                  |
| 2001 | Silent Hill 2           | PlayStation 2, Xbox, Windows |
| 2003 | Silent Hill 3           | PlayStation 2, Windows       |
| 2004 | Silent Hill 4: The Room | PlayStation 2, Xbox, Windows |